# Хасси-Бахбах
Хасси-Бахбах (араб. حاسي بحبح‎) — город на севере Алжира, на территории вилайета Джельфа. Административный центр одноимённого округа.

## Географическое положение
Город находится в северной части вилайи, в гористой местности Атласа, на высоте 900 метров над уровнем моря.

Хасси-Бахбах расположен на расстоянии приблизительно 185 километров к югу от столицы страны Алжира.

## Демография
По данным переписи, на 2008 год население составляло 86 421 человек.
Динамика численности населения города по годам:
| 1977   | 1987   | 1998   | 2008   | 2012    |
| ------ | ------ | ------ | ------ | ------- |
| 12 322 | 34 176 | 61 265 | 86 421 | 104 168 |

## Транспорт
Через город проходит Транссахарское шоссе. Ближайший гражданский аэропорт расположен в городе Бу-Саада.